# Jean-Bernard Raimond
Jean-Bernard Raimond (ur. 6 lutego 1926 w Paryżu, zm. 7 marca 2016 w Neuilly-sur-Seine) – francuski polityk, urzędnik państwowy i dyplomata, deputowany, w latach 1986–1988 minister spraw zagranicznych.

## Życiorys
Absolwent École normale supérieure. W 1956 ukończył École nationale d’administration. Następnie był wykładowcą w Instytucie Nauk Politycznych w Paryżu. Również w 1956 pracę w Ministerstwie Spraw Zagranicznych, obejmował różne stanowiska w administracji rządowej i prezydenckiej. Sprawował funkcje ambasadora: w latach 1973–1977 w Maroku, od 1982 do 1984 w Polsce, od 1985 do 1986 w ZSRR, a od 1988 do 1991 przy Stolicy Apostolskiej.
Doszedł do stanowiska ministra spraw zagranicznych w drugim rządzie premiera Jacques’a Chiraca, które zajmował od marca 1986 do maja 1988. Był politykiem Zgromadzenia na rzecz Republiki, od 1993 do 2002 przez dwie kadencje sprawował mandat deputowanego do Zgromadzenia Narodowego, który uzyskiwał w jednym z okręgów departamentu Delta Rodanu.

## Odznaczenia
- Komandor Legii Honorowej[2]